# Auragne
Auragne település Franciaországban, Haute-Garonne megyében. Lakosainak száma 466 fő (2022. január 1.). Auragne Issus, Auterive, Labruyère-Dorsa, Mauvaisin, Noueilles és Saint-Léon községekkel határos.

## Népesség
A település népességének változása:
| Lakosok száma | 305  | 270  | 299  | 381  | 421  | 431  | 427  | 421  | 418  | 466  |
|               | 1968 | 1982 | 1990 | 2006 | 2013 | 2015 | 2017 | 2019 | 2020 | 2022 |